# All Them Witches
All Them Witches é uma banda de rock americana de Nashville, no Tennessee. Atualmente, o grupo é composto por Robby Staebler na bateria, Charles Michael Parks Jr. nos vocais, baixo e guitarra, e Ben McLeod na guitarra. Fazia parte da banda também o tecladista e violinista Allan Van Cleave, que deixou o grupo em 2018. Naquele ano, Jonathan Draper o substituiu nos teclados para a gravação do quinto álbum de estúdio da banda, ATW. No entanto, em outubro de 2018 foi anunciado que a banda continuaria como um trio, sem Van Cleave ou Draper.

## História
Our Mother Electricity, álbum de estreia do grupo, foi lançado em 2012 pelo selo Elektrohasch. Em 2013 o segundo álbum de estúdio, Lightning at the Door, foi originalmente lançado pelo próprio grupo em sua página do Bandcamp, e posteriormente comercializado pela Tone Tree Music. Este álbum foi relançado em 2016 pelo seu novo selo, New West Records, com quem a banda assinou contrato em 2015. Em fevereiro de 2015, a banda lançou seu primeiro álbum ao vivo, At The Garage.[carece de fontes?] Mais tarde naquele mesmo ano, foi lançado o terceiro álbum de estúdio, Dying Surfer Meets His Maker, que foi gravado em apenas seis dias numa cabana isolada no Tennessee. Em 2016, também pelo Bandcamp, veio o segundo álbum ao vivo, Live in Brussels. O quarto álbum de estúdio foi lançado em 2017, denominado Sleeping Through The War, também pelo selo New West Records. Em maio de 2018 foi anunciado que Jonathan Draper estaria substituindo Allan Van Cleave nos teclados para a gravação do quinto álbum de estúdio do grupo, ATW, lançado em setembro do mesmo ano. Draper, amigo dos integrantes, participou também de algumas apresentações ao vivo, mas em outubro de 2018 Parks Jr. anunciou que a saída de Van Cleave da banda era definitiva, e que o All Them Witches seguiria como um trio, sem Draper.
A revista Metal Hammer elegeu seu disco Nothing as the Ideal como o 46º melhor disco de metal de 2020.

## Discografia

### Álbuns de estúdio
- Our Mother Electricity (2012)
- Lightning at the Door (2013, relançado em 2016)
- Dying Surfer Meets His Maker (2015)
- Sleeping Through the War (2017)
- ATW (2018)
- Nothing as the Ideal (2020)

### Álbuns ao vivo
- At the Garage (2015)
- Live In Brussels (2016)

### EP's
- Extra Pleasant (2013)
- Effervescent (2014)
- A Sweet Release (2015)
- Lost and Found (2018)
- Nothing as the Ideal (2020)

### Singles sem álbum
- "Ever Present" (2013)
- "Born Under A Bad Sign" (2013)
- "George "Dubya" Kush" (2014)
- "Voodoo Chile" (2015)
- "Under Pressure" (2016)
- "Go and Seek" (2017)
- "1x1" (2019)